# Hylaeonympha magoi
Hylaeonympha magoi är en trollsländeart som beskrevs av Racenis 1968. Hylaeonympha magoi ingår i släktet Hylaeonympha och familjen dammflicksländor. IUCN kategoriserar arten globalt som otillräckligt studerad. Inga underarter finns listade i Catalogue of Life.